# Coulonges-sur-Sarthe
Pour les articles homonymes, voir Coulonges.
Coulonges-sur-Sarthe est une commune française située dans le département de l'Orne en région Normandie, peuplée de 486 habitants. Ses habitants sont appelés les Coulongeois.

## Géographie

### Hydrographie
La commune est située dans le bassin Loire-Bretagne. Elle est drainée par la Sarthe, un bras de la Sarthe, le ruisseau du Radrel, l'Erine et les Acrans,,.
La Sarthe, d'une longueur de 314 km, prend sa source dans la commune de Soligny-la-Trappe, au hameau de Somsarthe, c'est-à-dire "sommet de la Sarthe", à une altitude de 250 mètres. Sur une grande partie de son cours, elle marque alors la limite entre les départements de l'Orne et de la Sarthe et conflue avec la Mayenne à Angers à une altitude de 15 mètres, pour former la Maine. Les caractéristiques hydrologiques de la Sarthe sont données par la station hydrologique située sur la commune du Mêle-sur-Sarthe. Le débit moyen mensuel est de 2,44 m3/s. Le débit moyen journalier maximum est de 33,8 m3/s, atteint lors de la crue du 12 janvier 1993. Le débit instantané maximal est quant à lui de 56,1 m3/s, atteint le 10 mai 2012.
Un plan d'eau complète le réseau hydrographique : l'étang le Mêle-sur-Sarthe (14,91 ha),.

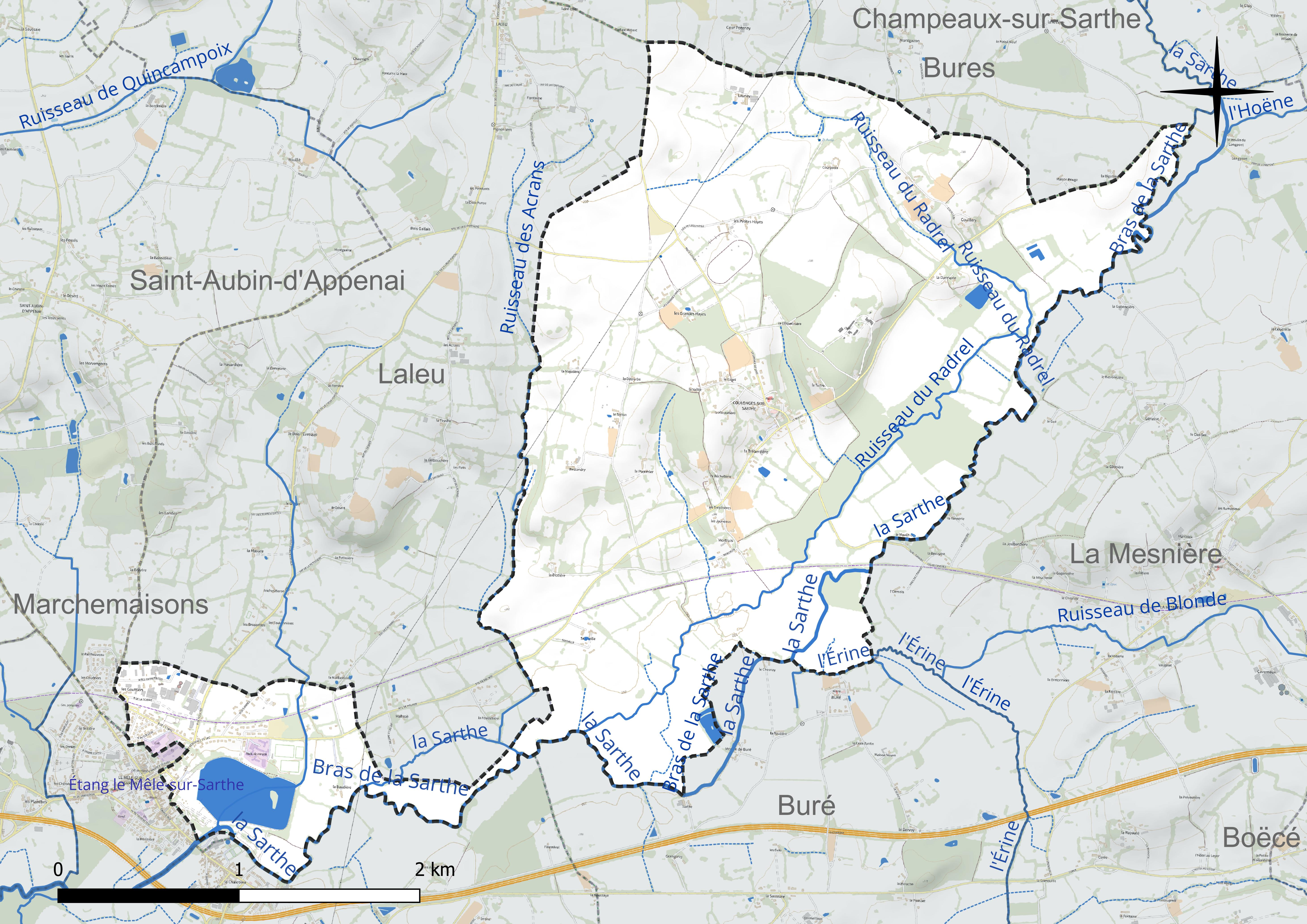
Réseau hydrographique de Coulonges-sur-Sarthe.

### Climat
Pour des articles plus généraux, voir Climat de la Normandie et Climat de l'Orne.
En 2010, le climat de la commune est de type climat océanique dégradé des plaines du Centre et du Nord, selon une étude du CNRS s'appuyant sur une série de données couvrant la période 1971-2000. En 2020, Météo-France publie une typologie des climats de la France métropolitaine dans laquelle la commune est exposée à un climat océanique altéré et est dans la région climatique Normandie (Cotentin, Orne), caractérisée par une pluviométrie relativement élevée (850 mm/a) et un été frais (15,5 °C) et venté. Parallèlement le GIEC normand, un groupe régional d’experts sur le climat, différencie quant à lui, dans une étude de 2020, trois grands types de climats pour la région Normandie, nuancés à une échelle plus fine par les facteurs géographiques locaux. La commune est, selon ce zonage, exposée à un « climat des plateaux abrités », se caractérisant par une pluviométrie et des contraintes thermiques modérées mais aussi, par effet de continentalité, des températures plus contrastées qu'au nord dans la plaine de Caen, avec communément 10 à 15 jours par an de plus de froid en hiver et de chaleur en été.
Pour la période 1971-2000, la température annuelle moyenne est de 10,4 °C, avec une amplitude thermique annuelle de 14,2 °C. Le cumul annuel moyen de précipitations est de 749 mm, avec 12,1 jours de précipitations en janvier et 7,8 jours en juillet. Pour la période 1991-2020, la température moyenne annuelle observée sur la station météorologique la plus proche, située sur la commune de Saint-Hilaire-le-Châtel à 10 km à vol d'oiseau, est de 11,3 °C et le cumul annuel moyen de précipitations est de 732,0 mm,. Pour l'avenir, les paramètres climatiques de la commune estimés pour 2050 selon différents scénarios d’émission de gaz à effet de serre sont consultables sur un site dédié publié par Météo-France en novembre 2022.

## Urbanisme

### Typologie
Au 1er janvier 2024, Coulonges-sur-Sarthe est catégorisée commune rurale à habitat dispersé, selon la nouvelle grille communale de densité à sept niveaux définie par l'Insee en 2022.
Elle est située hors unité urbaine. Par ailleurs la commune fait partie de l'aire d'attraction d'Alençon, dont elle est une commune de la couronne,. Cette aire, qui regroupe 89 communes, est catégorisée dans les aires de 50 000 à moins de 200 000 habitants,.

### Occupation des sols
L'occupation des sols de la commune, telle qu'elle ressort de la base de données européenne d’occupation biophysique des sols Corine Land Cover (CLC), est marquée par l'importance des territoires agricoles (95,4 % en 2018), une proportion sensiblement équivalente à celle de 1990 (96,2 %). La répartition détaillée en 2018 est la suivante : 
prairies (58,8 %), zones agricoles hétérogènes (23,9 %), terres arables (12,7 %), zones urbanisées (4,6 %). L'évolution de l’occupation des sols de la commune et de ses infrastructures peut être observée sur les différentes représentations cartographiques du territoire : la carte de Cassini (XVIIIe siècle), la carte d'état-major (1820-1866) et les cartes ou photos aériennes de l'IGN pour la période actuelle (1950 à aujourd'hui).

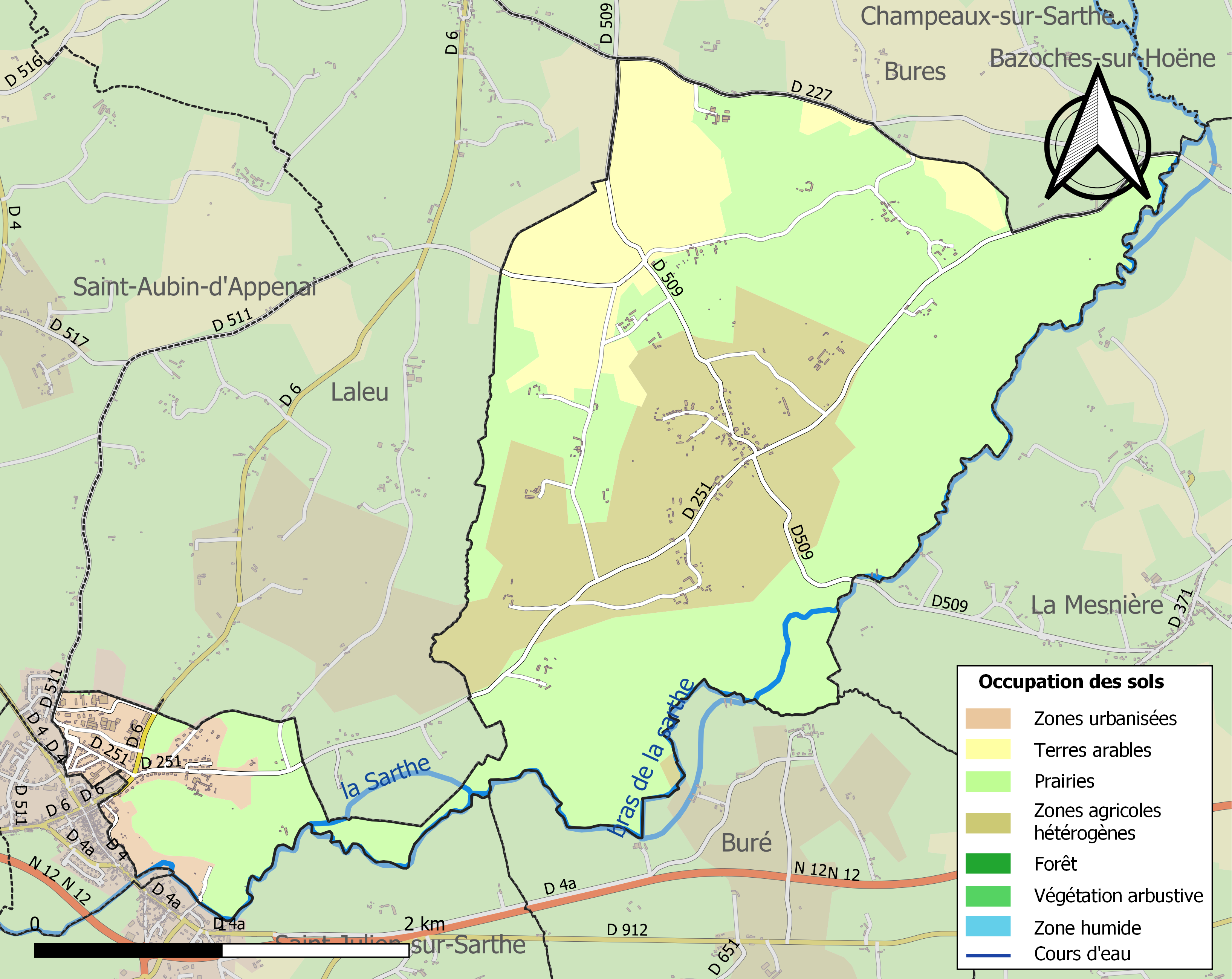
Carte des infrastructures et de l'occupation des sols de la commune en 2018 (CLC).

## Toponymie
Le nom de la localité est attesté sous la forme Colongiacus au XIe siècle.
Du bas latin colonica.
Le paysan libre obtenait le droit de s'établir dans une colonica dont il était le colon. Des colonicæ sont apparues dès le VIIIe siècle.
La Sarthe  traverse le territoire de la commune .

## Politique et administration
| Période                                  | Période  | Identité                       | Étiquette | Qualité                |
| ---------------------------------------- | -------- | ------------------------------ | --------- | ---------------------- |
| maire en 1962                            | ?        | Louis Grenier                  | MRP       | Agriculteur            |
| avant 1981                               | ?        | François de Vernou de Bonneüil |           |                        |
| ?                                        | 2004     | Serge Marpaud                  |           | Industriel             |
| 2004                                     | En cours | Charles Nollet                 | SE        | Chef d'équipe retraité |
| Les données manquantes sont à compléter. |          |                                |           |                        |

## Démographie
L'évolution du nombre d'habitants est connue à travers les recensements de la population effectués dans la commune depuis 1793. Pour les communes de moins de 10 000 habitants, une enquête de recensement portant sur toute la population est réalisée tous les cinq ans, les populations de référence des années intermédiaires étant quant à elles estimées par interpolation ou extrapolation. Pour la commune, le premier recensement exhaustif entrant dans le cadre du nouveau dispositif a été réalisé en 2005.
En 2022, la commune comptait 486 habitants, en évolution de −9,67 % par rapport à 2016 (Orne : −3,21 %, France hors Mayotte : +2,11 %).
| 1793 | 1800 | 1806 | 1821 | 1836 | 1841 | 1846 | 1851 | 1856 |
| ---- | ---- | ---- | ---- | ---- | ---- | ---- | ---- | ---- |
| 636  | 628  | 692  | 577  | 606  | 576  | 571  | 559  | 520  |

| 1861 | 1866 | 1872 | 1876 | 1881 | 1886 | 1891 | 1896 | 1901 |
| ---- | ---- | ---- | ---- | ---- | ---- | ---- | ---- | ---- |
| 506  | 495  | 483  | 456  | 419  | 429  | 409  | 379  | 365  |

| 1906 | 1911 | 1921 | 1926 | 1931 | 1936 | 1946 | 1954 | 1962 |
| ---- | ---- | ---- | ---- | ---- | ---- | ---- | ---- | ---- |
| 359  | 348  | 308  | 304  | 299  | 296  | 254  | 290  | 409  |

| 1968 | 1975 | 1982 | 1990 | 1999 | 2005 | 2006 | 2010 | 2015 |
| ---- | ---- | ---- | ---- | ---- | ---- | ---- | ---- | ---- |
| 501  | 538  | 511  | 468  | 457  | 473  | 481  | 492  | 535  |

| 2020 | 2022 | - | - | - | - | - | - | - |
| ---- | ---- | - | - | - | - | - | - | - |
| 489  | 486  | - | - | - | - | - | - | - |

## Lieux et monuments

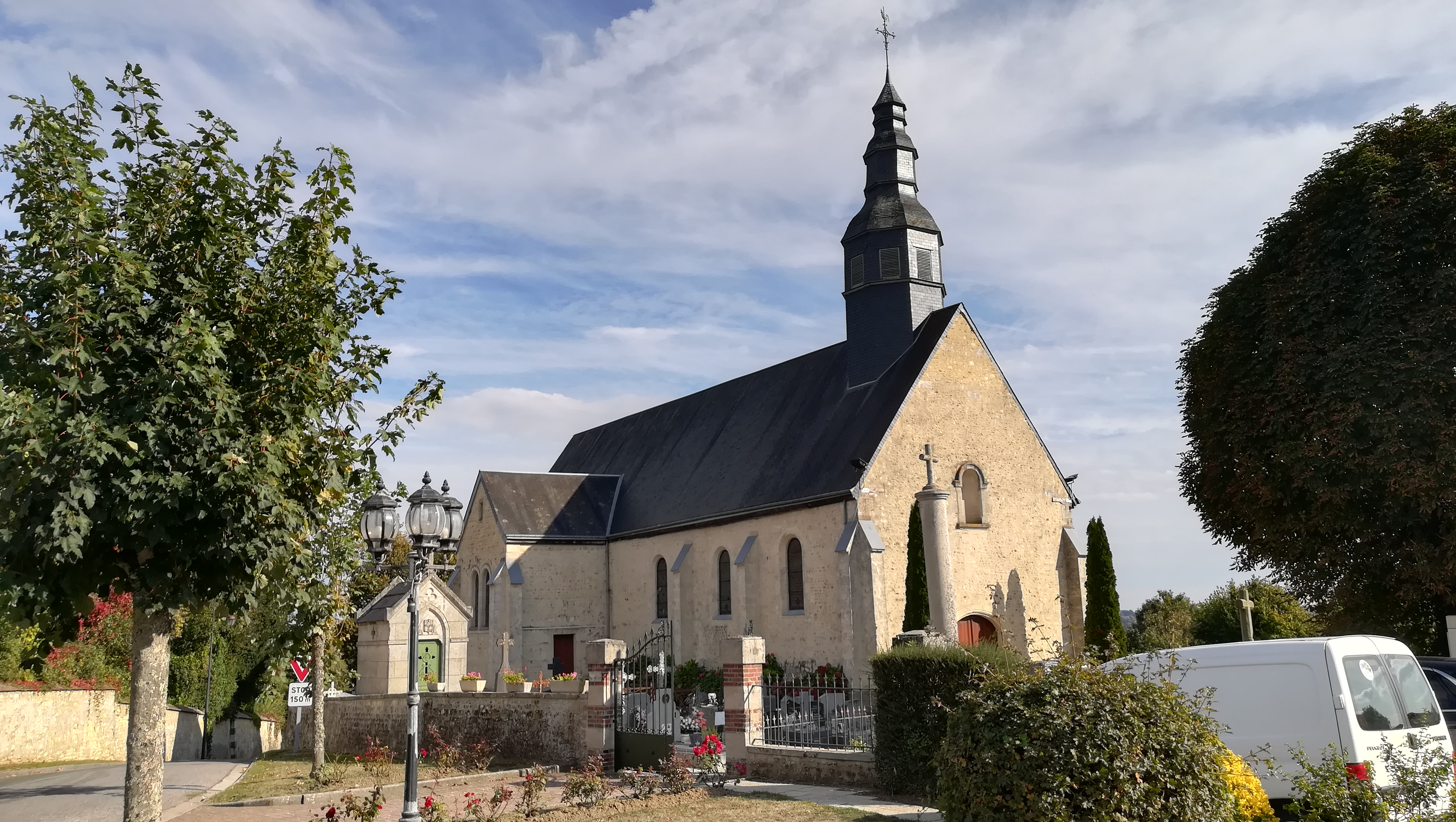
Église de Coulonge-sur-Sarthe.

- Château du Mesnil.

## Personnalités liées à la commune
- Jean Clogenson (1785-1876), homme politique, y est né.